# Heuler Cruvinel
Heuler Abreu Cruvinel (Rio Verde, GO, 6 de fevereiro de 1978) é um político brasileiro.
Formado em agronomia pela Universidade de Rio Verde, foi secretário municipal da Secretaria de Governo e Habitação da prefeitura de Rio Verde, sua cidade natal. Foi eleito deputado federal em 2014, para a 55.ª legislatura (2015-2019), pelo Partido Social Democrático (PSD).
Votou a favor do Processo de impeachment de Dilma Rousseff.
Em abril de 2017 votou a favor da Reforma Trabalhista. Em agosto de 2017 votou contra o processo em que se pedia abertura de investigação do então Presidente Michel Temer, ajudando a arquivar a denúncia do Ministério Público Federal.